# Schewtschenko-Enzyklopädie
Die Schewtschenko-Enzyklopädie (ukrainisch Шевченківська енциклопедія Schewtschenkiwska enzyklopedija) ist ein sechsbändiges ukrainischsprachiges Nachschlagewerk, das sich dem Werk, der Zeit, dem Umfeld und der Rezeption des Werks des ukrainischen Nationaldichters Taras Schewtschenko widmet.
Nachdem bereits zum 150. Jubiläum 1975/1977 ein zweibändiges Taras-Schewtschenko-Wörterbuch erschienen war, bereitete das Taras-Schewtschenko-Literaturinstitut der Nationalen Akademie der Wissenschaften der Ukraine anlässlich des 200. Geburtstages des ukrainischen Nationaldichters ein umfangreiches Nachschlagewerk vor. Entstanden ist eine umfangreiche 6-bändige reich bebilderte Enzyklopädie mit über 6300 Artikeln auf 5360 Seiten, an denen alle bedeutenden Literaturwissenschaftler der Ukraine mitwirkten. Sie erschien unter der Redaktion von Mykola Schulynskyj nach fast 20 Jahren der Vorbereitung von 2012 bis 2015 in einer Auflage von 2000 Exemplaren. Farbabbildungen geben Werke und bildliche und plastische Darstellungen Schewtschenkos wieder. Die beiden Abschlussbände erhielten 2016 zwei ukrainische literarische Auszeichnungen. Das Nachschlagewerk findet sich – auch wegen der kleinen Auflage – online.
Ein weiteres paralleles enzyklopädisches Literatur-Projekt der Akademie der Wissenschaften ist die ab 2016 erscheinende Enzyklopädie zu Iwan Franko, die 7-bändige Iwan-Franko-Enzyklopädie.